# 13i
 (octobre 2024).
Si vous disposez d'ouvrages ou d'articles de référence ou si vous connaissez des sites web de qualité traitant du thème abordé ici, merci de compléter l'article en donnant les références utiles à sa vérifiabilité et en les liant à la section « Notes et références ».
13i (Canal 13 Internacional), était une chaîne de télévision chilienne. C'est le pendant international de Canal 13.

## Transmission
Amérique Latine
- Bolivie : Inter / Chaîne 122
- République dominicaine : Viva TV / Chaîne 806
- Paraguay : Personal / Chaîne 122
- Venezuela : Inter / Chaîne 118

Internet
- 13i.TV

## Programmation actuelle
- Teletrece AM
- Bienvenidos
- Teletrece Tarde
- Pacto de Sangre
- Teletrece Central
- Contra viento y Marea
- En su propia trampa
- Los 80
- Teletrece Noche
- Sábado de Reportajes
- Vértigo
- Viva el lunes
- Martes 13
- Mediomundo
- Venga conmigo
- Papi Ricky
- Las Vega's
- Primera dama
- Si se la puede, gana
- Los clásicos del 13
- T13 Regional
- De Chincol a Jote